# Сказки речного берега
Сказки речного берега (англ. Tales of the Riverbank) — канадский детский телесериал с хомячком Хомой (Hammy Hamster) и другими животными в главных ролях. Сериал был создан Дэвидом Эллисоном (David Ellison) и Полом Сазерлендом (CBC film editors) в 1959 году.
Оригинальные черно-белые серии «Сказок речного берега» вышли в 1959 году. Второй сериал, снятый в цвете, был переименован в «Хомячок Хома» (англ. Hammy Hamster; полное название: Hammy Hamster’s Adventures On the Riverbank) и был выпущен в 1972 году. Третий сериал, озаглавленный «Жил-был хомяк» (англ. Once upon a Hamster), был снят в 1995—1998 годах для телеканала YTV; в его рамках было отснято 65 эпизодов.
За все годы было выпущено более 110 серий.

## Формат
В программе человеческие голоса были синхронизированы с действиями животных так, чтобы создавалось впечатление целенаправленной, осмысленной деятельности животных. Голоса были подобраны в соответствии с личностью каждого персонажа, например, черепахе был дан медленный, сонный голос. По сюжету животные жили в месте под названием Речной берег и имели в своем распоряжении различные изделия, включая игрушечные автомобили, парусные лодки и даже водолазный колокол. В британской версии речной берег был помещен в леса Галстона (Шотландия).
Каждый эпизод заканчивается словами (и собственно видом) рассказчика, который ссылается на какое-то событие из жизни главных героев, но отказывается продолжить, мотивируя тем, что «это уже совершенно другая история».

## Главные действующие лица
- Хомячок Хома (англ. Hammy Hamster) — главный герой. Любопытный и добрый, живёт в старой лодке на Речном берегу.
- Бобровая крыса Родерик (англ. Roderick the Water Rat) — лучший друг Хомы. Внимательный, запасливый, водит моторную лодочку. В канадской и австралийской версиях вместо Родерика присутствует Мышонок Мэтти (англ. Matty Mouse), который является своеобразным наставником Хомы. В американской версии вместо Родерика присутствует мышка Марта (англ. Martha Mouse).
- Морская свинка Джи Пи (англ. GP the Guinea Pig) — творчески одарённый, самый известный изобретатель на Речном берегу, разработавший много вещей. Живёт в деревянном доме с колесом от водяной мельницы, также у него есть автомобиль и самолёт.
- Черепаха (англ. Turtle) — медленная и трудолюбивая жительница, которая учит друзей важности терпения.
- Мудрый Старец Лягушка (англ. Wise Old Frog) — ворчливый, но умный житель, который помогает советами героям.
- Бабушка Крольчиха (англ. Granny Rabbit) — любит заниматься выпечкой, петь и рассказывать сказки.
- Берти и Херби (англ. Berti and Herbi) — хомячки, племянники Родерика.
- Филин (англ. The Owl) — птица, сидящая на дереве; почти всегда говорит только слово «кто» (англ. who, на английском это слово созвучно крику совы).

## Показ в мире
В Австралии телесериал выходил в 1970-х годах на канале ABC под названием «Приключения на речном берегу» (англ. Adventures On the River Bank).
В России сериал «Жил-был хомяк» демонстрировался в 2000 году на канале «Культура».